# Valentin Koebrakov
Valentin Aleksejevitsj Koebrakov (Russisch: Валентин Алексеевич Кубраков) (Salsk, 25 juli 1972), is een voormalig professionele basketbalspeler die speelde voor het nationale team van Rusland.

## Carrière
Koebrakov speelde in de jeugd voor Dinamo Majkop in 1998. Koebrakov begon zijn profcarrière bij Lokomotiv Mineralnye Vody in 1999. Hij werd met Lokomotiv Bekerwinnaar van Rusland in 2000. In 2000 ging Koebrakov spelen voor UNICS Kazan. In 2002 stapte Koebrakov over naar Ural-Great Perm. In 2003 keerde hij terug naar Ural-Great Perm. Met die club won hij de FIBA Europe League in 2004. In 2004 ging Koebrakov spelen voor Dinamo Moskou. In 2006 won hij met Dinamo de ULEB Cup. In 2006 keerde hij terug bij Lokomotiv Rostov. In 2009 stopte hij met basketbal.

## Erelijst
- Bekerwinnaar Rusland: 1
  - Winnaar: 2000
- FIBA Europe League: 1
  - Winnaar: 2004
- ULEB Cup: 1
  - Winnaar: 2006